# Georgina de Wilczek
Georgina Norberta Johanna Franziska Antonie Marie Raphaela (Graz, 24 de outubro de 1921 — Grabs, 18 de outubro de 1989), Condessa de Wilczek, foi a Princesa Consorte de Francisco José II de Liechtenstein e a mãe do Príncipe Hans-Adam II. Ela era chamada por sua família e amigos de Gina.
Filha de Ferdinand, Conde de Wilczek (1893-1977) e de sua esposa, a Condessa Norbertine Kinsky de Wchinitz e Tettau (1888-1923), Georgina casou-se o Príncipe Soberano de Liechtenstein em 7 de março de 1943, em Vaduz. Eles tiveram cinco filhos:
- Hans-Adam II (n. 1945) - Príncipe Soberano de Liechtenstein
- Filipe (n. 1946)
- Nicolau (n. 1947)
- Nora (n. 1950)
- Francisco José Venceslau (1962-1991)

Georgina morreu em a Hospital Cantonal de Grabs, na Suíça, seu viúvo faleceu vinte e seis dias depois.